# Kurimany
Kurimany (Hongaars: Kiskerény) is een Slowaakse gemeente in de regio Prešov, en maakt deel uit van het district Levoča.
Kurimany telt 385 inwoners.